# Assembleia Geral do Império Otomano
A Assembleia Geral  (em turco otomano: مجلس عمومی / Meclis-i Umûmî) foi a primeira tentativa de democracia representativa do governo imperial do Império Otomano. Também conhecido como Parlamento Otomano, estava localizada em Constantinopla (Istambul) e era composta por duas casas: uma câmara alta (Senado, Meclis-i Âyân), e uma câmara baixa (Câmara dos Deputados, Meclis-i Mebusân). 
A Assembleia Geral foi constituída pela primeira vez em 23 de dezembro de 1876 e durou inicialmente até 14 de fevereiro de 1878, quando foi dissolvida pelo Sultão Abdulamide II.  
Como resultado da Revolução dos Jovens Turcos, que trouxe reformas substanciais e maior participação dos partidos políticos, a Assembleia Geral foi reativada 30 anos depois, em 23 de julho de 1908, com a Segunda Era Constitucional.   A Segunda Era Constitucional terminou em 11 de abril de 1920, quando a Assembleia Geral foi dissolvida pelos Aliados durante a ocupação de Constantinopla no rescaldo da Primeira Guerra Mundial.  
Muitos membros do dissolvido Parlamento Otomano em Constantinopla mais tarde tornaram-se membros da Grande Assembleia Nacional da Turquia em Ancara (conhecida como Ângora nas eras otomana e pré-República de 1930), que foi criada em 23 de abril de 1920, durante a Guerra Turca da Independência.  

## Galeria
| {{{caption}}}                                                         |
| Um cartão postal representando a abertura do novo Parlamento em 1908. |

| {{{caption}}}                                                     |
| Um cartão postal representando uma reunião do Parlamento em 1914. |

| {{{caption}}}                 |
| O Parlamento Otomano em 1877. |

| {{{caption}}}                 |
| O Parlamento Otomano em 1908. |